# マミーブルー
競走馬におけるマミーブルーとは、
1. 1970年生まれの、日本の競走馬、繁殖牝馬。本項にて記述。
2. アメリカ合衆国で生産された、1995年生まれの繁殖牝馬[1]。競走馬としては未出走。クロフネの半姉にあたる。

マミーブルー（欧字名:Mammy Blue、1970年5月13日 - 1997年1月）は、日本の競走馬、繁殖牝馬。主な勝ち鞍に1972年の京成杯3歳ステークス。
ハイセイコー、タケホープ、ニットウチドリ、ナスノチグサらと同期の1973年クラシック世代の馬である。主戦騎手は藤本勝彦。

## 経歴

### 競走馬時代
1972年8月に中央競馬でデビュー。重賞の京成杯3歳ステークスを含む無敗の5連勝を達成し、当時関東の2歳チャンピオン決定戦であった朝日杯3歳ステークスでも単勝1番人気に支持された。しかし同レースで9着に敗れるとその後は5戦したが勝利を挙げることができず、そのまま競走馬を引退し、繁殖牝馬となった。

### 繁殖牝馬時代
仔出しが良い繁殖牝馬で多くの産駒を残し、繁殖生活後半の産駒から2頭の重賞優勝馬（メルシーアトラ、メルシーステージ）を輩出した。とくにメルシーステージの活躍は種牡馬成績の低迷により行方不明となっていた同馬の父（マミーブルーの交配相手）ステートジャガーが捜索され、種牡馬として復帰するきっかけになった。ちなみにステートジャガーが1990年に交配したサラブレッドはマミーブルーただ1頭で、マミーブルーの生産者は高齢による流産の危険を考えて、種付け料の安いステートジャガーを選んだに過ぎなかった。1994年にもステートジャガーを種付けしたが、このときは不受胎に終わっている。この年の種付けを最後に繁殖牝馬を事実上引退し余生を送っていたが、1997年1月に死亡した。27歳没。

## 年度別競走成績
- 1972年
  - 福島3歳ステークス 1着
  - 京成杯3歳ステークス 1着

## 繁殖成績
- 1975年生　ネバブルー（牝）（父：シャトーゲイ）
- 1976年生　メルシーブルー（牝）（父：ダイアトム）
- 1977年生　ブルースレーション（牝）（父：リマンド）
- 1978年生　ダンシングブルー（牝）（父：イエローゴッド）
- 1979年生　タケルオー（牡）（父：アローエクスプレス）
- 1981年生　シンマミー（牝）（父：ミルジョージ）
- 1982年生　ブルーマーダー（牡）（父：サンシー）
- 1983年生　クレバーヒダカ（牝）（父：ヴァイスリーガル）
- 1984年生　ダイアノースモアー（牝）（父：リィフォー）
- 1985年生　ヨシノシルバー（牝）（父：コインドシルバー）
- 1987年生　メルシーアトラ（牡）（父：サウスアトランティック）5勝、日経新春杯優勝
- 1988年生　ヴィクトリアモア（牡）（父：ディカードレム）1勝
- 1989年生　メルシーマミー（牝）（父：トウショウルチェー）
- 1991年生　メルシーステージ（牡）（父：ステートジャガー）5勝、アーリントンカップ、毎日杯優勝
- 1993年生　メルシーキャプテン（牡）（父：ダイナレター）5勝

## 主要なファミリーライン
「f」は「filly（牝馬）」の略、「c」は「colt（牡馬）」の略。太字はGI級競走優勝馬。#は重賞競走優勝馬。
- マミーブルー 1970 f
  - メルシーブルー 1976 f
    - アドバンスモア 1985 c（4勝、オープン1勝、GIII2着2回）
    - ウィスパーモア 1986 f
      - カネショウダイヤ 1993 f
        - メルシーモンサン 2005 c（2勝、中山グランドジャンプ優勝）

      - メルシータカオー 1999 c（4勝、中山大障害優勝）

  - ブルースレーション 1977 f
    - シマノスターリー 1983 c（オープン1勝、阪神障害ステークス・春3着）

  - ダイアノースモアー 1984 f
    - ダイアマミー 1993 f
      - ウイニングマミー# 2001 f（6勝、北関東クイーンカップ、北関東桜花賞、北関東オークス優勝）
      - キングサンディ# 2005 c（6勝、九州ジュニアチャンピオン優勝）

  - メルシーアトラ# 1987 c（5勝、日経新春杯優勝）
  - メルシーステージ# 1991 c（5勝、アーリントンカップ、毎日杯優勝）

## 血統表
| マミーブルーの血統（ネヴァーセイダイ系 / Nasrullah3×3=25.00%、Nearco4・4×4=18.75%、Blandford5×5=6.25%） | マミーブルーの血統（ネヴァーセイダイ系 / Nasrullah3×3=25.00%、Nearco4・4×4=18.75%、Blandford5×5=6.25%） | マミーブルーの血統（ネヴァーセイダイ系 / Nasrullah3×3=25.00%、Nearco4・4×4=18.75%、Blandford5×5=6.25%） | （血統表の出典）   | （血統表の出典） |
| 父 *ネヴァービート Never Beat 1960 栃栗毛                                                               | 父の父Never Say Die 1951 栗毛                                                                           | Nasrullah                                                                                               | Nearco             | Nearco           |
| 父 *ネヴァービート Never Beat 1960 栃栗毛                                                               | 父の父Never Say Die 1951 栗毛                                                                           | Nasrullah                                                                                               | Mumtaz Begum       |                  |
| 父 *ネヴァービート Never Beat 1960 栃栗毛                                                               | 父の父Never Say Die 1951 栗毛                                                                           | Singing Grass                                                                                           | War Admiral        | War Admiral      |
| 父 *ネヴァービート Never Beat 1960 栃栗毛                                                               | 父の父Never Say Die 1951 栗毛                                                                           | Singing Grass                                                                                           | Boreale            |                  |
| 父 *ネヴァービート Never Beat 1960 栃栗毛                                                               | 父の母Bride Elect 1952 黒鹿毛                                                                           | Big Game                                                                                                | Bahram             | Bahram           |
| 父 *ネヴァービート Never Beat 1960 栃栗毛                                                               | 父の母Bride Elect 1952 黒鹿毛                                                                           | Big Game                                                                                                | Myrobella          |                  |
| 父 *ネヴァービート Never Beat 1960 栃栗毛                                                               | 父の母Bride Elect 1952 黒鹿毛                                                                           | Netherton Maid                                                                                          | Nearco             | Nearco           |
| 父 *ネヴァービート Never Beat 1960 栃栗毛                                                               | 父の母Bride Elect 1952 黒鹿毛                                                                           | Netherton Maid                                                                                          | Phase              |                  |
| 母 *リーガルローブ Regal Robe 1958 鹿毛                                                                 | 母の父Princely Gift 1951 鹿毛                                                                           | Nasrullah                                                                                               | Nearco             | Nearco           |
| 母 *リーガルローブ Regal Robe 1958 鹿毛                                                                 | 母の父Princely Gift 1951 鹿毛                                                                           | Nasrullah                                                                                               | Mumtaz Begum       |                  |
| 母 *リーガルローブ Regal Robe 1958 鹿毛                                                                 | 母の父Princely Gift 1951 鹿毛                                                                           | Blue Gem                                                                                                | Blue Peter         | Blue Peter       |
| 母 *リーガルローブ Regal Robe 1958 鹿毛                                                                 | 母の父Princely Gift 1951 鹿毛                                                                           | Blue Gem                                                                                                | Sparkle            |                  |
| 母 *リーガルローブ Regal Robe 1958 鹿毛                                                                 | 母の母Brocade 1950 栗毛                                                                                 | Borealis                                                                                                | Brumeux            | Brumeux          |
| 母 *リーガルローブ Regal Robe 1958 鹿毛                                                                 | 母の母Brocade 1950 栗毛                                                                                 | Borealis                                                                                                | Aurora             |                  |
| 母 *リーガルローブ Regal Robe 1958 鹿毛                                                                 | 母の母Brocade 1950 栗毛                                                                                 | Gold Lily                                                                                               | Gold Bridge        | Gold Bridge      |
| 母 *リーガルローブ Regal Robe 1958 鹿毛                                                                 | 母の母Brocade 1950 栗毛                                                                                 | Gold Lily                                                                                               | Wild Lily F-No.1-e |                  |

半弟のブルームーン（父チャイナロック）は、BSN杯でマミーブルーと同期のオークス馬・ナスノチグサを破って勝利しているほか、中山記念でも2着となった。また、半妹スターブルー（父シャトーゲイ）の牝系からは重賞勝ち馬こそ出ていないものの、ストロングアロー（オープン1勝、NHK杯2着）、チトセサクセス（障害オープン1勝、阪神スプリングジャンプ2着）などが出ている。